# Boddin
https://vi.wikipedia.org/wiki/Boddin

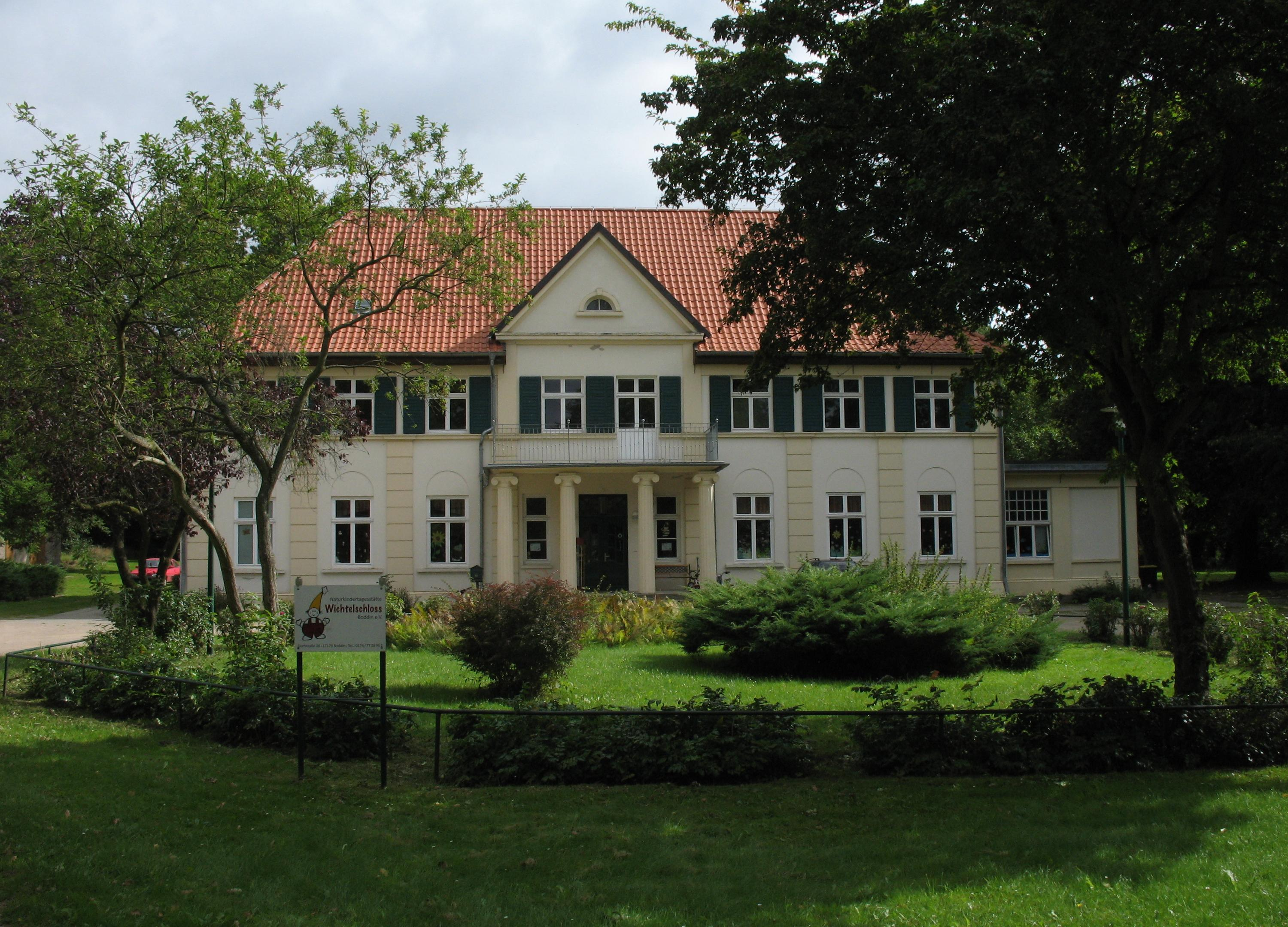

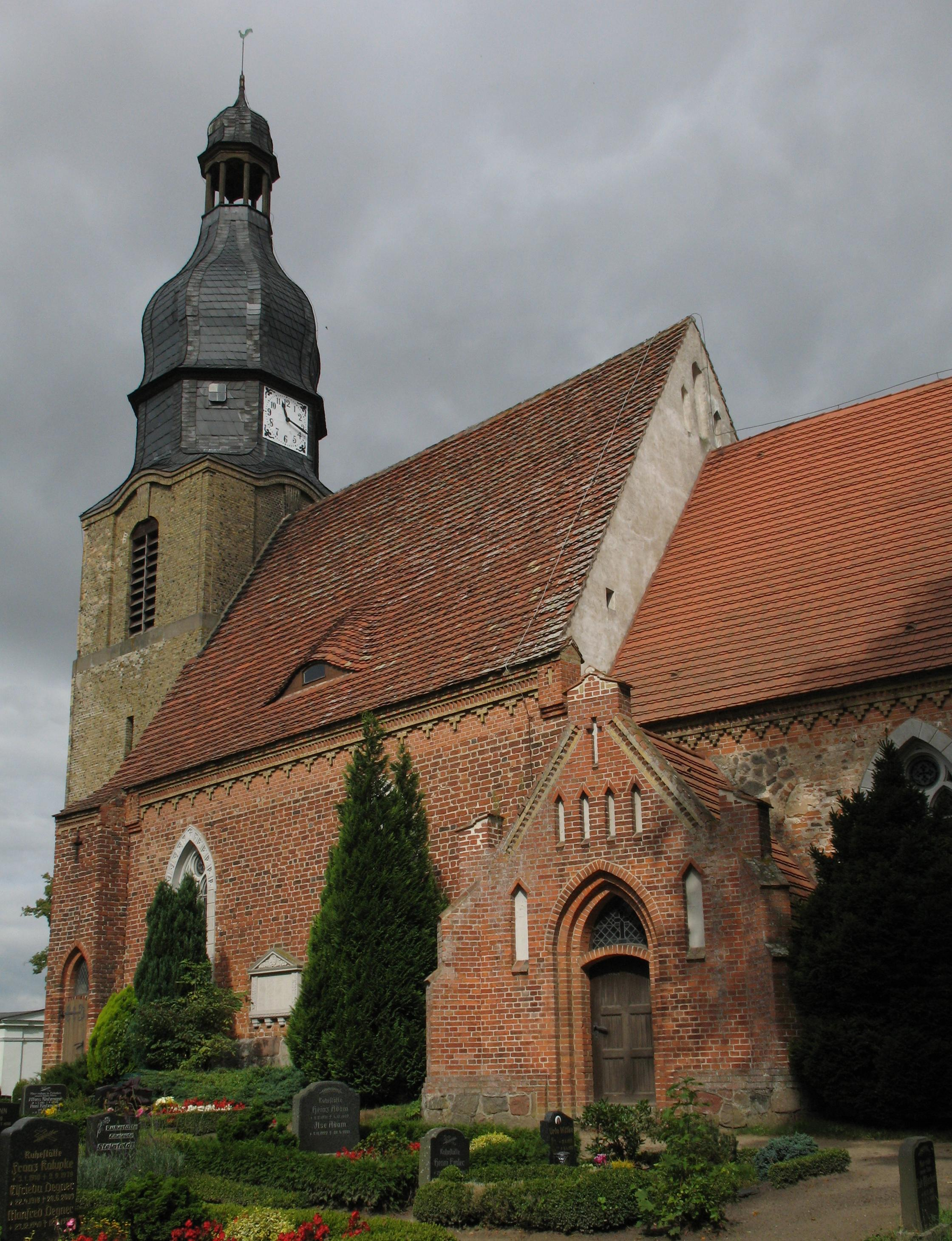

Boddin là một đô thị thuộc huyện Rostock (trước thuộc huyện huyện Güstrow), bang Mecklenburg-Vorpommern, Đức. Đô thị này có diện tích 23,61 km², dân số thời điểm ngày 31 tháng 12 năm 2006 là 372 người.